# Jardin archéologique de Saint-Acheul
Le Jardin archéologique de Saint-Acheul est un jardin public de la ville d’Amiens situé dans le quartier Saint-Acheul, au sud-est de la ville. Il a été aménagé pour mettre en valeur le site archéologique qui a donné son nom à une culture préhistorique : l’Acheuléen.

## Localisation
Le Jardin archéologique de Saint-Acheul est situé sur une terrasse alluviale dominant le confluent de la Somme et de l'Avre au sud-est de la ville d'Amiens, en aval de Longueau et de Camon. On y accède par la rue de Boutillerie.

## Historique

### Découverte et rôle dans la légitimation des études préhistoriques
En 1854, Adolphe Dutilleux, archéologue amateur, recueille des silex taillés (bifaces) des dépôts quaternaires de Saint-Acheul.
Charles Joseph Pinsard présente à Joseph Prestwich les objets découverts dans les carrières de Saint-Acheul, après que ce dernier ait visité les collections du musée d'Abbeville avec Jacques Boucher de Perthes au printemps 1859. 
Pinsard convient avec ce dernier et Prestwich de les avertir de la découverte d'objets en place dans un niveau préhistorique, puis d'en prendre une photographie. Le 27 avril 1859, Joseph Prestwich et John Evans peuvent alors extraire l'objet, une « hache de pierre », ou plutôt un biface.
Le cliché est exposé devant la Society of Antiquaries of London et la Royal Society par Prestwich et Evans. Puis à la toute jeune Société d'anthropologie de Paris, Georges Pouchet raconte à la séance du 3 novembre 1859 comment les savants anglais veulent observer « une hache de pierre encore en place dans sa gangue primitive », un propos qu'il illustre par la dite photographie. Cette preuve photographique confirme aux yeux de la communauté scientifique les thèses de Boucher de Perthes et l'ancienneté de l'homme.
En 1859, un autre géologue, Albert Gaudry, y effectue les premières véritables fouilles. Le compte rendu de ses recherches devant l’Académie des Sciences de Paris officialise la naissance d’une nouvelle discipline : la Préhistoire.

### Un site de référence
En 1872, Gabriel de Mortillet décrit pour la première fois les silex taillés datant du Paléolithique inférieur qu'il a observés sur le site de Saint-Acheul. Il propose à la communauté scientifique de donner le nom d'Acheuléen à tout outil de silex taillé identique à ceux trouvés dans le quartier Saint-Acheul. Le nom Acheuléen désigne une culture et une période de la Préhistoire, il ne désigne pas uniquement les silex taillés de Saint-Acheul.
Victor Commont découvre en 1905 dans les lœss anciens de la gravière Tellier à Saint-Acheul, à plus de 8 mètres de profondeur, une très importante accumulation de vestiges lithiques, appelés depuis sous le nom d’ « atelier Commont ».
Il réalise à partir des observations faites à Saint-Acheul et sur d'autres sites la première étude stratigraphique rigoureuse de la vallée de la Somme, montrant la relation entre l’étagement des terrasses alluviales et la chronologie. Cette démonstration donne les arguments pour une « chronologie longue » de la préhistoire, dont il est alors l’un des rares défenseurs.
La coupe-type des gisements quaternaires est protégée au titre des monuments historiques : classement par arrêté du 19 août 1947.
Les deux coupes préhistoriques sont protégées au titre des monuments historiques : inscription par arrêté du 25 novembre 1952.

## Le jardin archéologique

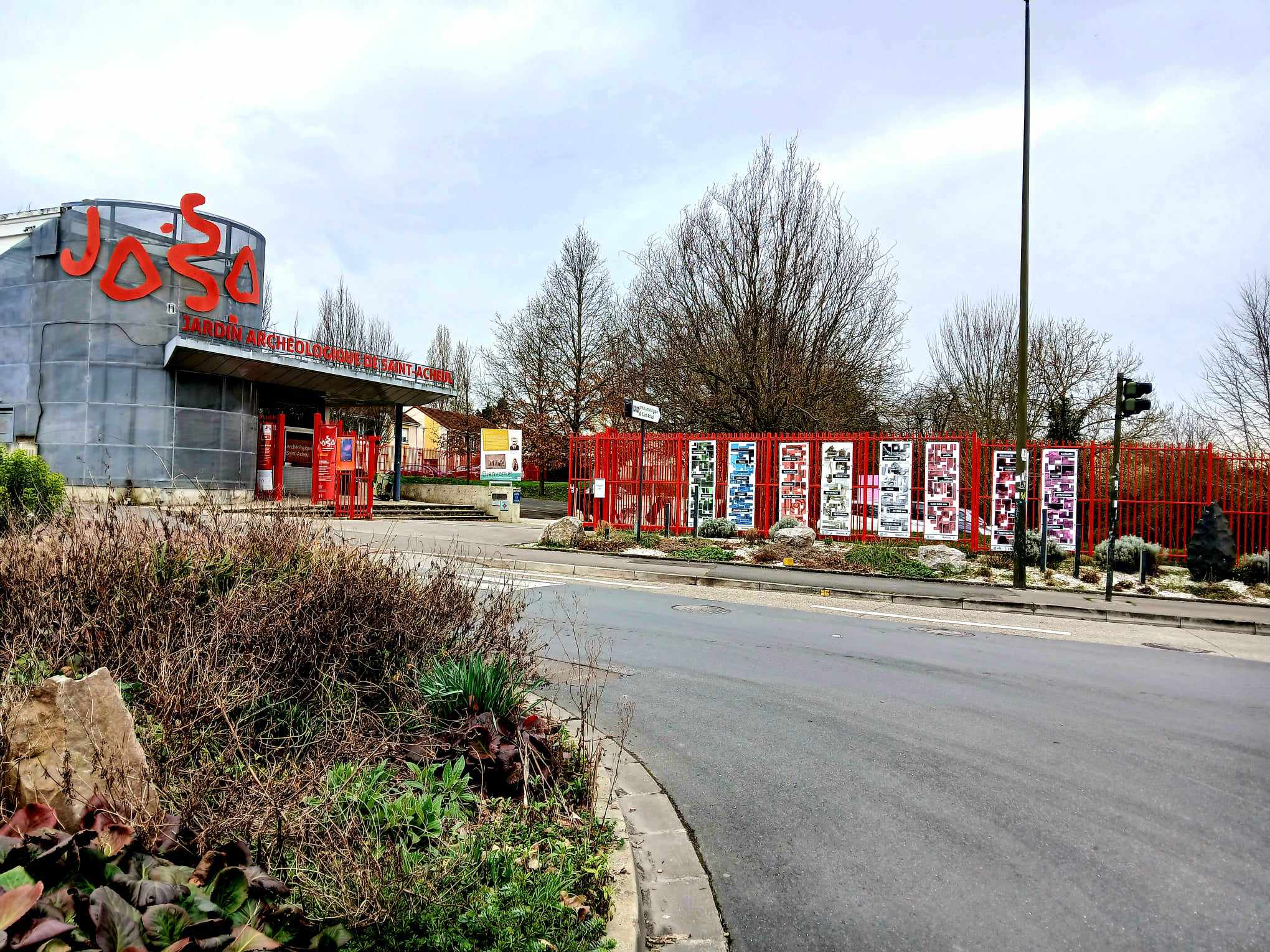
photo entrée 2025 - nouveau logo (les A sont représentés par des biface et le S symbolise le fleuve Somme)

Laissé en friches pendant des décennies, le site a été réaménagé par la municipalité pour le rendre accessible au public. Le jardin archéologique a été inauguré en septembre 1998. L’aménagement du jardin fut confié à l’architecte Gilles Duez qui a respecté le paysage naturel et le relief du site. Il a été rénové en 2013.

### Caractéristiques
Une coupe-type des gisements quaternaires (cad. K22 9p, 4p) et une bande de terrain, d'une largeur de 5 mètres, contenant une coupe préhistorique - classée monument historique par arrêté du 19 août 1947 - ainsi qu'une bande de terrain d'une largeur de 3 mètres, contenant une coupe préhistorique - inscrite sur la liste des monuments historiques par arrêté du 25 novembre 1952, constituent l'intérêt majeur du site.
Un chemin d’accès jalonné de panneaux explicatifs sur l’histoire de l’évolution de l’humanité permet d’accéder à la coupe géologique qui constitue l’élément majeur du site.
Longue de 60 m environ, cette coupe offre au regard les différentes couches de dépôts sédimentaires accumulés depuis 450 000 ans. On peut y observer le déplacement du lit de la Somme vers le nord. La présence d’une épaisse couche de lœss témoigne des épisodes de refroidissement climatique de l’ère quaternaire.

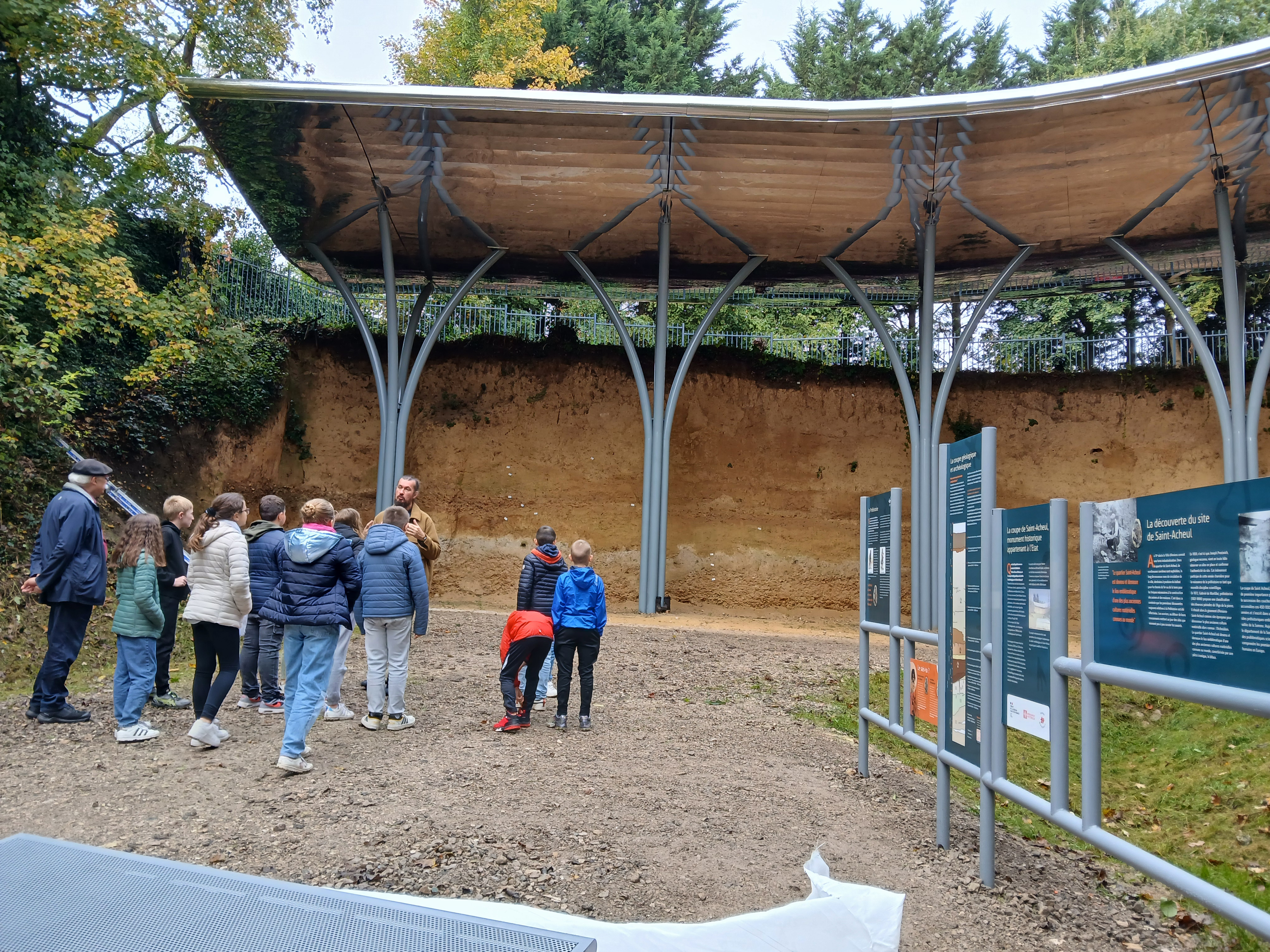
Coupe - Auvent de protection et nouvelle signalétique

Dans la salle Victor Commont située à l’entrée du site ont été aménagés des ateliers pédagogiques permettant de présenter la taille de silex et la production du feu. Des panneaux à vocation didactique et une exposition d’objets préhistoriques permettent aux visiteurs de visualiser les différentes étapes de l’évolution de l’humanité et de la maîtrise des premières techniques sur une échelle de deux millions d’années.
Une tour dominant le site permet d’observer le paysage environnant.

## Pour approfondir